# Marrow of the Spirit
Marrow of the Spirit – czwarty album studyjny zespołu Agalloch. Został wydany 23 listopada 2010 roku przez Profound Lore Records.

## Lista utworów
Na podstawie materiału źródłowego:
1. "They Escaped the Weight of Darkness"
2. "Into the Painted Grey"
3. "The Watcher’s Monolith"
4. "Black Lake Nidstang"
5. "Ghosts of the Midwinter Fires"
6. "To Drown"